# Kevin Haller
Pour les articles homonymes, voir Haller.
Kevin Haller (né le 5 décembre 1970 à Trochu dans la province d'Alberta au Canada) est un joueur professionnel canadien de hockey sur glace. Il évoluait au poste de défenseur.

## Biographie
Après avoir complété sa première saison avec les Pats de Regina dans la LHOu, il est repêché par les Sabres de Buffalo au 14e rang lors du premier tour du repêchage d'entrée dans la LNH 1989. Il prend part au championnat du monde junior avec l'équipe junior du Canada et remporte la médaille d'or. Il fait ses débuts dans la LNH avec les Sabres en février 1990 après avoir été rappelé des Pats, mais retourne avec son équipe junior après deux matchs.
À sa première saison professionnelle complète, en 1990-1991, il joue 21 parties avec les Sabres, mais passe la majorité de la saison avec leur équipe affiliée, les Americans de Rochester, dans la LAH. Il devient un joueur régulier avec les Sabres à partir de la saison suivante, mais change d'équipe en cours de saison, étant échangé aux Canadiens de Montréal contre Petr Svoboda.
Durant la saison 1992-1993, il établit des sommets en carrière en réalisant 25 points, dont 11 buts et 14 assistances. Il remporte également la Coupe Stanley avec les Canadiens après avoir vaincu les Kings de Los Angeles en finale. Après une autre saison à Montréal, il est échangé aux Flyers de Philadelphie contre Yves Racine durant l'été 1994.
Il reste avec les Flyers jusqu'en décembre 1997, puisqu'il est échangé aux Whalers de Hartford avec deux choix de repêchage contre Paul Coffey et un choix de repêchage de troisième tour en 1997. Il suit l'équipe qui déménage en Caroline du Nord, qui devient les Hurricanes de la Caroline durant l'été 1997. En août 1998, il passe aux Mighty Ducks d'Anaheim avec Stu Grimson contre Dave Karpa et un choix de repêchage.
Après un séjour de deux ans avec les Mighty Ducks, il signe avec les Islanders de New York le 3 juillet 2000. Il n'est toutefois pas épargné par les blessures, puisqu'il ne joue qu'un total de 31 matchs avec les Islanders sur deux saisons. Il subit une hernie qui lui fait manquer le restant de la saison 2000-2001, puis la saison suivante, il ne joue qu'un seul match avant de se blesser à l'aine. Ces blessures le forcent à se retirer de la compétition après la fin de son contrat en 2003,,.

## Statistiques

### En club
| Saison     | Équipe                    | Ligue      |     | Saison régulière | Saison régulière | Saison régulière | Saison régulière | Saison régulière |   | Séries éliminatoires | Séries éliminatoires | Séries éliminatoires | Séries éliminatoires | Séries éliminatoires |
| Saison     | Équipe                    | Ligue      | PJ  | B                | A                | Pts              | Pun              | PJ               | B | A                    | Pts                  | Pun                  |                      |                      |
| 1987-1988  | Grizzlys d'Olds           | AJHL       | 51  | 13               | 31               | 44               | 66               | -                | - | -                    | -                    | -                    |                      |                      |
| 1987-1988  | Pats de Regina            | LHOu       | 5   | 0                | 1                | 1                | 2                | 4                | 1 | 1                    | 2                    | 2                    |                      |                      |
| 1988-1989  | Pats de Regina            | LHOu       | 72  | 10               | 31               | 41               | 99               | -                | - | -                    | -                    | -                    |                      |                      |
| 1989-1990  | Pats de Regina            | LHOu       | 58  | 16               | 37               | 53               | 93               | 11               | 2 | 9                    | 11                   | 16                   |                      |                      |
| 1989-1990  | Sabres de Buffalo         | LNH        | 2   | 0                | 0                | 0                | 0                | -                | - | -                    | -                    | -                    |                      |                      |
| 1990-1991  | Americans de Rochester    | LAH        | 52  | 2                | 8                | 10               | 53               | 10               | 2 | 1                    | 3                    | 6                    |                      |                      |
| 1990-1991  | Sabres de Buffalo         | LNH        | 21  | 1                | 8                | 9                | 20               | 6                | 1 | 4                    | 5                    | 10                   |                      |                      |
| 1991-1992  | Sabres de Buffalo         | LNH        | 58  | 6                | 15               | 21               | 75               | -                | - | -                    | -                    | -                    |                      |                      |
| 1991-1992  | Americans de Rochester    | LAH        | 4   | 0                | 0                | 0                | 18               | -                | - | -                    | -                    | -                    |                      |                      |
| 1991-1992  | Canadiens de Montréal     | LNH        | 8   | 2                | 2                | 4                | 17               | 9                | 0 | 0                    | 0                    | 6                    |                      |                      |
| 1992-1993  | Canadiens de Montréal     | LNH        | 73  | 11               | 14               | 25               | 117              | 17               | 1 | 6                    | 7                    | 16                   |                      |                      |
| 1993-1994  | Canadiens de Montréal     | LNH        | 68  | 4                | 9                | 13               | 118              | 7                | 1 | 1                    | 2                    | 19                   |                      |                      |
| 1994-1995  | Flyers de Philadelphie    | LNH        | 36  | 2                | 8                | 10               | 48               | 15               | 4 | 4                    | 8                    | 10                   |                      |                      |
| 1995-1996  | Flyers de Philadelphie    | LNH        | 69  | 5                | 9                | 14               | 92               | 6                | 0 | 1                    | 1                    | 8                    |                      |                      |
| 1996-1997  | Flyers de Philadelphie    | LNH        | 27  | 0                | 5                | 5                | 37               | -                | - | -                    | -                    | -                    |                      |                      |
| 1996-1997  | Whalers de Hartford       | LNH        | 35  | 2                | 6                | 8                | 48               | -                | - | -                    | -                    | -                    |                      |                      |
| 1997-1998  | Hurricanes de la Caroline | LNH        | 65  | 3                | 5                | 8                | 94               | -                | - | -                    | -                    | -                    |                      |                      |
| 1998-1999  | Mighty Ducks d'Anaheim    | LNH        | 82  | 1                | 6                | 7                | 122              | 4                | 0 | 0                    | 0                    | 2                    |                      |                      |
| 1999-2000  | Mighty Ducks d'Anaheim    | LNH        | 67  | 3                | 5                | 8                | 61               | -                | - | -                    | -                    | -                    |                      |                      |
| 2000-2001  | Islanders de New York     | LNH        | 30  | 1                | 5                | 6                | 56               | -                | - | -                    | -                    | -                    |                      |                      |
| 2001-2002  | Islanders de New York     | LNH        | 1   | 0                | 0                | 0                | 2                | -                | - | -                    | -                    | -                    |                      |                      |
| Totaux LNH | Totaux LNH                | Totaux LNH | 642 | 41               | 97               | 138              | 907              | 64               | 7 | 16                   | 23                   | 71                   |                      |                      |

### En équipe nationale
| Année | Équipe     | Compétition                 |   | PJ | B | A | Pts | Pun           |  | Résultat |
| 1990  | Canada U20 | Championnat du monde junior | 7 | 2  | 2 | 4 | 8   | Médaille d'or |  |          |

## Trophées et honneurs personnels
- 1989-1990 : nommé dans la première équipe d'étoiles de l'association Est de la LHOu.
- 1992-1993 : champion de la Coupe Stanley avec les Canadiens de Montréal.